# Verein für Bewegungsspiele Friedrichshafen 2023-2024
Questa voce raccoglie le informazioni riguardanti il Verein für Bewegungsspiele Friedrichshafen nelle competizioni ufficiali della stagione 2023-2024.

## Stagione
Il Verein für Bewegungsspiele Friedrichshafen partecipa alla stagione 2023-24 senza alcuna denominazione sponsorizzata.
Partecipa alla 1. Bundesliga, classificandosi al terzo posto in regular season: ai play-off scudetto si spinge fino in finale, venendo sconfitto dallo Charlottenburg. I due club si incrociano anche nella finale di Coppa di Lega e ai quarti di finale di Coppa di Germania, con altre due affermazioni della formazione capitolina.

## Organigramma societario
Area direttiva
- Presidente: Jochen Benz

Area tecnica
- Allenatore: Mark Lebedew
- Allenatore in seconda: Constant Tchouassi
- Scoutman: Radomir Vemić

Area sanitaria
- Medico: Patrick Frei, Stojan Rok, Patrick Volo Suntheim
- Fisioterapista: Edvard Aasen

## Rosa
| N° | Nome                | Ruolo | Data di nascita  | Nazionalità sportiva |
| -- | ------------------- | ----- | ---------------- | -------------------- |
| 1  | José Massó          | C     | 2 dicembre 1997  | Cuba                 |
| 2  | Ben-Simon Bonin     | S     | 3 gennaio 2003   | Germania             |
| 2  | Sergio Carrillo     | P     | 10 luglio 2000   | Porto Rico           |
| 4  | Tim Peter           | S     | 8 settembre 1997 | Germania             |
| 5  | Dominik Marjanovic  | C     | 16 dicembre 2005 | Germania             |
| 6  | Michał Superlak     | O     | 16 novembre 1993 | Polonia              |
| 7  | Daniel Habermaas    | P     | 29 aprile 2005   | Germania             |
| 8  | Aleksa Batak        | P     | 18 gennaio 2000  | Serbia               |
| 9  | Severi Savonsalmi   | C     | 21 agosto 2000   | Finlandia            |
| 10 | Nikola Peković      | L     | 6 marzo 1990     | Serbia               |
| 11 | Marcus Böhme        | C     | 25 agosto 1985   | Germania             |
| 12 | Jan Fornal          | S     | 14 gennaio 1995  | Polonia              |
| 14 | Marc-Anthony Honoré | C     | 12 giugno 1984   | Trinidad e Tobago    |
| 15 | Jackson Young       | S     | 29 luglio 2001   | Canada               |
| 16 | Simon Kohn          | L     | 5 agosto 2004    | Germania             |
| 18 | Simon Uhrenholt     | O     | 17 giugno 2004   | Danimarca            |

## Mercato
| Acquisti                               | Acquisti            | Acquisti          | Acquisti   |
| R.                                     | Nome                | da                | Modalità   |
| -------------------------------------- | ------------------- | ----------------- | ---------- |
| P                                      | Aleksa Batak        | Partizan          | definitivo |
| P                                      | Sergio Carrillo     | Purdue Fort Wayne | definitivo |
| S                                      | Jan Fornal          | Gwardia Wrocław   | definitivo |
| C                                      | Marc-Anthony Honoré | -                 | definitivo |
| C                                      | José Massó          | Sporting Lisbona  | definitivo |
| C                                      | Severi Savonsalmi   | Vammalan          | definitivo |
| O                                      | Simon Uhrenholt     | Ikast             | definitivo |
| S                                      | Jackson Young       | Nipissing         | definitivo |
| Trasferimenti nel corso della stagione |                     |                   |            |
| S                                      | Ben-Simon Bonin     | Bitterfeld-Wolfen | definitivo |

| Cessioni | Cessioni               | Cessioni           | Cessioni   |
| R.       | Nome                   | a                  | Modalità   |
| -------- | ---------------------- | ------------------ | ---------- |
| L        | Blair Bann             | -                  | ritirato   |
| P        | Mateusz Biernat        | Czarni Radom       | definitivo |
| C        | Andre Brown            | Icemen             | definitivo |
| S        | Vojin Ćaćić            | Al-Faisaly         | definitivo |
| O        | Miguel Ángel Martínez  | Teruel             | definitivo |
| C        | Aleksandar Nedeljković | Cisterna           | definitivo |
| S        | Žiga Štern             | Ślepsk Suwałki     | definitivo |
| S        | Luciano Vicentín       | Jastrzębski Węgiel | definitivo |
| P        | Dejan Vinčić           | Rapid Bucarest     | definitivo |

## Risultati

### 1. Bundesliga

#### Girone di andata
| 1ª giornata - 28 ottobre 2023 Sporthalle FT 1844 Freiburg, Friburgo in Brisgovia | Freiburger      | 0 - 3 | Friedrichshafen   | 18-25, 18-25, 20-25               |
| 2ª giornata - 1º novembre 2023 Spacetech Arena, Friedrichshafen                  | Friedrichshafen | 3 - 0 | Karlsruhe         | 25-21, 25-23, 25-20               |
| 3ª giornata - 8 novembre 2023 LKH Arena, Luneburgo                               | Lüneburg        | 3 - 2 | Friedrichshafen   | 25-22, 22-25, 31-33, 25-17, 19-17 |
| 4ª giornata - 10 novembre 2023 Spacetech Arena, Friedrichshafen                  | Friedrichshafen | 0 - 3 | Charlottenburg    | 21-25, 19-25, 20-25               |
| 5ª giornata - 15 novembre 2023 Volksbank-Arena, Giesen                           | Giesen          | 3 - 0 | Friedrichshafen   | 25-16, 25-16, 25-19               |
| 6ª giornata - 23 novembre 2023 Spacetech Arena, Friedrichshafen                  | Friedrichshafen | 3 - 0 | Netzhoppers       | 25-18, 25-15, 25-18               |
| 7ª giornata - 3 dicembre 2023 Audi Dome, Herrsching am Ammersee                  | Herrsching      | 1 - 3 | Friedrichshafen   | 27-29, 20-25, 25-21, 16-25        |
| 8ª giornata - 8 dicembre 2023 Spacetech Arena, Friedrichshafen                   | Friedrichshafen | 3 - 0 | Dürener           | 25-20, 25-23, 25-17               |
| 9ª giornata - 16 dicembre 2023 Spacetech Arena, Friedrichshafen                  | Friedrichshafen | 3 - 0 | Bitterfeld-Wolfen | 25-23, 25-14, 25-23               |
| 10ª giornata - 23 dicembre 2023 Geothermie Arena, Unterhaching                   | Unterhaching    | 1 - 3 | Friedrichshafen   | 12-25, 17-25, 25-21, 22-25        |
| 11ª giornata - 29 dicembre 2023 Spacetech Arena, Friedrichshafen                 | Friedrichshafen | 3 - 0 | Dachau            | 25-22, 25-20, 29-27               |

#### Girone di ritorno
| 12ª giornata - 2 gennaio 2024 Spacetech Arena, Friedrichshafen            | Friedrichshafen   | 3 - 0 | Freiburger      | 25-17, 25-14, 25-18              |
| 13ª giornata - 6 gennaio 2024 Lina-Radke-Halle, Karlsruhe                 | Karlsruhe         | 1 - 3 | Friedrichshafen | 23-25, 25-22, 13-25, 20-25       |
| 14ª giornata - 13 gennaio 2024 Spacetech Arena, Friedrichshafen           | Friedrichshafen   | 3 - 2 | Lüneburg        | 23-25, 25-22, 21-25, 25-21, 15-8 |
| 15ª giornata - 21 gennaio 2024 Max-Schmeling-Halle, Berlino               | Charlottenburg    | 3 - 0 | Friedrichshafen | 25-21, 25-12, 25-18              |
| 16ª giornata - 27 gennaio 2024 Spacetech Arena, Friedrichshafen           | Friedrichshafen   | 3 - 1 | Giesen          | 25-19, 17-25, 25-22, 25-15       |
| 17ª giornata - 4 febbraio 2024 Paul-Dinter-Halle, Königs Wusterhausen     | Netzhoppers       | 0 - 3 | Friedrichshafen | 25-27, 21-25, 20-25              |
| 18ª giornata - 11 febbraio 2024 Spacetech Arena, Friedrichshafen          | Friedrichshafen   | 3 - 0 | Herrsching      | 29-27, 25-19, 26-24              |
| 19ª giornata - 13 febbraio 2024 Arena Kreis, Düren                        | Dürener           | 1 - 3 | Friedrichshafen | 18-25, 25-19, 19-25, 23-25       |
| 20ª giornata - 17 febbraio 2024 Bernsteinhalle Friedersdorf, Muldestausee | Bitterfeld-Wolfen | 1 - 3 | Friedrichshafen | 22-25, 25-22, 12-25, 21-25       |
| 21ª giornata - 24 febbraio 2024 Spacetech Arena, Friedrichshafen          | Friedrichshafen   | 3 - 0 | Unterhaching    | 25-20, 25-21, 25-13              |
| 22ª giornata - 9 marzo 2024 Georg-Scherer-Halle, Dachau                   | Dachau            | 1 - 3 | Friedrichshafen | 25-18, 18-25, 16-25, 12-25       |

#### Play-off scudetto
| Quarti di finale (gara 1) - 15 marzo 2024 Spacetech Arena, Friedrichshafen | Friedrichshafen | 3 - 1 | Dürener         | 25-23, 23-25, 25-22, 25-23        |
| Quarti di finale (gara 2) - 19 marzo 2024 Arena Kreis, Düren               | Dürener         | 0 - 3 | Friedrichshafen | 24-26, 22-25, 18-25               |
| Semifinali (gara 1) - 26 marzo 2024 Volksbank-Arena, Giesen                | Giesen          | 3 - 2 | Friedrichshafen | 25-22, 25-22, 19-25, 21-25, 19-17 |
| Semifinali (gara 2) - 30 marzo 2024 Spacetech Arena, Friedrichshafen       | Friedrichshafen | 3 - 0 | Giesen          | 25-23, 25-15, 25-17               |
| Semifinali (gara 3) - 3 aprile 2024 Volksbank-Arena, Giesen                | Giesen          | 3 - 0 | Friedrichshafen | 27-25, 25-18, 26-24               |
| Semifinali (gara 4) - 6 aprile 2024 Spacetech Arena, Friedrichshafen       | Friedrichshafen | 3 - 0 | Giesen          | 25-21, 27-25, 25-20               |
| Semifinali (gara 5) - 10 aprile 2024 Volksbank-Arena, Giesen               | Giesen          | 1 - 3 | Friedrichshafen | 25-19, 24-26, 22-25, 22-25        |
| Finale (gara 1) - 15 aprile 2024 Max-Schmeling-Halle, Berlino              | Charlottenburg  | 2 - 3 | Friedrichshafen | 22-25, 25-18, 25-21, 20-25, 11-15 |
| Finale (gara 2) - 17 aprile 2024 Spacetech Arena, Friedrichshafen          | Friedrichshafen | 3 - 1 | Charlottenburg  | 19-25, 30-28, 25-15, 25-16        |
| Finale (gara 3) - 20 aprile 2024 Max-Schmeling-Halle, Berlino              | Charlottenburg  | 3 - 1 | Friedrichshafen | 24-26, 25-19, 25-22, 25-15        |
| Finale (gara 4) - 23 aprile 2024 Spacetech Arena, Friedrichshafen          | Friedrichshafen | 2 - 3 | Charlottenburg  | 25-23, 15-25, 25-23, 19-25, 13-15 |
| Finale (gara 5) - 28 aprile 2024 Max-Schmeling-Halle, Berlino              | Charlottenburg  | 3 - 0 | Friedrichshafen | 25-16, 25-16, 25-17               |

### Coppa di Germania
| Ottavi di finale - 4 novembre 2023 Spacetech Arena, Friedrichshafen | Friedrichshafen | 2 - 3 | Charlottenburg | 20-25, 25-22, 28-26, 19-25, 13-15 |

### Coppa di Lega
| Quarti di finale - 20 ottobre 2023 Sport- und Mehrzweckhalle, Giesen | Friedrichshafen | 3 - 1 | Bitterfeld-Wolfen | 25-20, 25-17, 24-26, 25-13        |
| Semifinali - 21 ottobre 2023 Volksbank-Arena, Hildesheim             | Lüneburg        | 2 - 3 | Friedrichshafen   | 25-20, 17-25, 23-25, 25-16, 12-15 |
| Finale - 22 ottobre 2023 Volksbank-Arena, Hildesheim                 | Friedrichshafen | 0 - 3 | Charlottenburg    | 21-25, 22-25, 18-25               |

## Statistiche

### Statistiche di squadra
| Competizione      | Punti | In casa | In casa | In casa | In trasferta | In trasferta | In trasferta | Totale | Totale | Totale |
| Competizione      | Punti | G       | V       | P       | G            | V            | P            | G      | V      | P      |
| ----------------- | ----- | ------- | ------- | ------- | ------------ | ------------ | ------------ | ------ | ------ | ------ |
| 1. Bundesliga     | 54    | 16      | 14      | 2       | 18           | 11           | 7            | 34     | 25     | 9      |
| Coppa di Germania | -     | 1       | 0       | 1       | 0            | 0            | 0            | 1      | 0      | 1      |
| Coppa di Lega     | -     | -       | -       | -       | -            | -            | -            | 3      | 2      | 1      |
| Totale            | -     | 17      | 14      | 3       | 18           | 11           | 7            | 38     | 27     | 11     |

G = partite giocate; V = partite vinte; P = partite perse

### Statistiche dei giocatori
| Giocatore     | 1. Bundesliga | 1. Bundesliga | 1. Bundesliga | 1. Bundesliga | 1. Bundesliga | Coppa di Germania | Coppa di Germania | Coppa di Germania | Coppa di Germania | Coppa di Germania | Coppa di Lega | Coppa di Lega | Coppa di Lega | Coppa di Lega | Coppa di Lega | Totale | Totale | Totale | Totale | Totale |
| Giocatore     | P             | PT            | AV            | MV            | BV            | P                 | PT                | AV                | MV                | BV                | P             | PT            | AV            | MV            | BV            | P      | PT     | AV     | MV     | BV     |
| ------------- | ------------- | ------------- | ------------- | ------------- | ------------- | ----------------- | ----------------- | ----------------- | ----------------- | ----------------- | ------------- | ------------- | ------------- | ------------- | ------------- | ------ | ------ | ------ | ------ | ------ |
| A. Batak      | 34            | 93            | 51            | 30            | 12            | 1                 | 3                 | 1                 | 2                 | 0                 | 2             | 9             | 3             | 5             | 1             | 37     | 105    | 55     | 37     | 13     |
| M. Böhme      | 25            | 123           | 79            | 41            | 3             | 1                 | 10                | 8                 | 2                 | 0                 | 2             | 12            | 10            | 2             | 0             | 28     | 145    | 97     | 45     | 3      |
| B. Bonin      | 6             | 3             | 1             | 0             | 2             | -                 | -                 | -                 | -                 | -                 | -             | -             | -             | -             | -             | 6      | 3      | 1      | 0      | 2      |
| S. Carrillo   | 13            | 5             | 3             | 0             | 2             | 0                 | 0                 | 0                 | 0                 | 0                 | 1             | 0             | 0             | 0             | 0             | 14     | 5      | 3      | 0      | 2      |
| J. Fornal     | 24            | 154           | 122           | 19            | 13            | 1                 | 16                | 12                | 1                 | 3                 | 2             | 18            | 14            | 3             | 1             | 27     | 188    | 148    | 23     | 17     |
| D. Habermaas  | 1             | 0             | 0             | 0             | 0             | -                 | -                 | -                 | -                 | -                 | -             | -             | -             | -             | -             | 1      | 0      | 0      | 0      | 0      |
| M. Honoré     | 3             | 4             | 1             | 3             | 0             | 1                 | 0                 | 0                 | 0                 | 0                 | 2             | 6             | 3             | 2             | 1             | 6      | 10     | 4      | 5      | 1      |
| S. Kohn       | 7             | 5             | 3             | 0             | 2             | 1                 | 0                 | 0                 | 0                 | 0                 | 2             | 7             | 3             | 1             | 3             | 10     | 12     | 6      | 1      | 5      |
| D. Marjanovic | 0             | 0             | 0             | 0             | 0             | 0                 | 0                 | 0                 | 0                 | 0                 | 1             | 0             | 0             | 0             | 0             | 1      | 0      | 0      | 0      | 0      |
| J. Massó      | 29            | 322           | 190           | 87            | 45            | -                 | -                 | -                 | -                 | -                 | 0             | 0             | 0             | 0             | 0             | 29     | 322    | 190    | 87     | 45     |
| N. Peković    | 34            | 0             | 0             | 0             | 0             | 1                 | 0                 | 0                 | 0                 | 0                 | 2             | 0             | 0             | 0             | 0             | 37     | 0      | 0      | 0      | 0      |
| T. Peter      | 34            | 426           | 330           | 35            | 61            | 1                 | 19                | 15                | 3                 | 1                 | 2             | 34            | 25            | 7             | 2             | 37     | 479    | 370    | 45     | 64     |
| S. Savonsalmi | 31            | 76            | 40            | 18            | 18            | 1                 | 3                 | 0                 | 2                 | 1                 | 0             | 0             | 0             | 0             | 0             | 32     | 79     | 40     | 20     | 19     |
| M. Superlak   | 31            | 505           | 443           | 23            | 39            | 1                 | 15                | 14                | 0                 | 1                 | 2             | 56            | 46            | 4             | 6             | 34     | 576    | 503    | 27     | 46     |
| S. Uhrenholt  | 20            | 88            | 73            | 4             | 11            | 1                 | 0                 | 0                 | 0                 | 0                 | 1             | 0             | 0             | 0             | 0             | 22     | 88     | 73     | 4      | 11     |
| J. Young      | 30            | 232           | 176           | 38            | 18            | 1                 | 0                 | 0                 | 0                 | 0                 | 1             | 0             | 0             | 0             | 0             | 32     | 232    | 176    | 38     | 18     |

P = presenze; PT = punti totali; AV = attacchi vincenti; MV = muri vincenti; BV = battute vincenti